# Disney Vacation Club

Logo do Disney Vacation Club

Disney Vacation Club (DVC) é uma divisão de férias que pertence a Walt Disney Parks and Resorts, uma unidade da The Walt Disney Company. Ele permite que o interessado compre imóveis em um resort da DVC. O Vice-Presidente Sênior da Disney Vacation Club é Ken Potrock. 
Para ser um membro DVC, deve-se comprar um interesse imobiliário em uma dos Clubes da Disney Vacation Resorts, e, posteriormente, pagar as quotas anuais. Todas as posses são vendidas através de um contrato de arrendamento do solo que dura um ano. 

## Locais nos Resorts

### Disneyland Resort (Anaheim, CA)
- No Disney's Grand Californian Hotel & Spa

### Walt Disney World Resort (Lake Buena Vista, FL)
- Bay Lake Tower at Disney's Contemporary Resort
- Animal Kingdom
- Beach Club
- BoardWalk
- Old Key West Resort
- Saratoga Springs Resort & Spa
- Wilderness Lodge
- Disney's Grand Floridian Resort & Spa

### Locais fora dos Resorts
- Hilton Head Island Resort (Hilton Head Island, Carolina do Sul)
- Vero Beach Resort (Vero Beach, Florida)
- Aulani, a Disney Resort & Spa (Ko Olina, Hawaii)